# Koisaari, Nådendal
Koisaari är en ö i Finland.   Den ligger i kommunen Nådendal i landskapet Egentliga Finland, i den sydvästra delen av landet, 160 km väster om huvudstaden Helsingfors.